# اشلی هولزر
اشلی هولزر (انگلیسی: Ashley Holzer؛ زادهٔ ۱۰ اکتبر ۱۹۶۳) ورزشکار اهل کانادا است.
وی در مسابقات کشوری و بین‌المللی در مجموع برندهٔ ۱ مدال نقره، ۱ مدال برنز شده‌است.